# 고흥군·보성군 (1973년 선거구)
고흥군·보성군은 대한민국의 옛 국회의원 선거구이다. 당시 전라남도 고흥군, 보성군 지역을 관할했다.

## 역사
제9대 국회의원 선거를 앞두고 고흥군 선거구와 보성군 선거구가 통합되면서 신설되었다.
제13대 국회의원 선거를 앞두고 고흥군 선거구와 보성군 선거구로 분리되면서 폐지되었다.

## 역대 국회의원
| 선거   | 정당 | 정당       | 1위 의원 | 정당 | 정당       | 2위 의원 |
| ------ | ---- | ---------- | -------- | ---- | ---------- | -------- |
| 1973년 |      | 민주공화당 | 신형식   |      | 신민당     | 이중재   |
| 1978년 |      | 민주공화당 | 신형식   |      | 무소속     | 김수     |
| 1981년 |      | 민주정의당 | 이대순   |      | 민주한국당 | 류준상   |
| 1985년 |      | 민주정의당 | 이대순   |      | 민주한국당 | 류준상   |

## 역대 선거 결과

### 대한민국 제9대 국회의원 선거
|  | 47.75% |

|  | 31.41% |

|  | 9.31% |

|  | 6.11% |

|  | 5.40% |

### 대한민국 제10대 국회의원 선거
|  | 48.12% |

|  | 30.99% |

|  | 20.88% |

### 대한민국 제11대 국회의원 선거
|  | 41.27% |

|  | 21.07% |

|  | 15.16% |

|  | 8.56% |

|  | 6.74% |

|  | 5.01% |

|  | 2.16% |

### 대한민국 제12대 국회의원 선거
|  | 39.79% |

|  | 25.92% |

|  | 24.80% |

|  | 9.46% |